# Famines en Chine
Pour les articles homonymes, voir Famine en Chine.

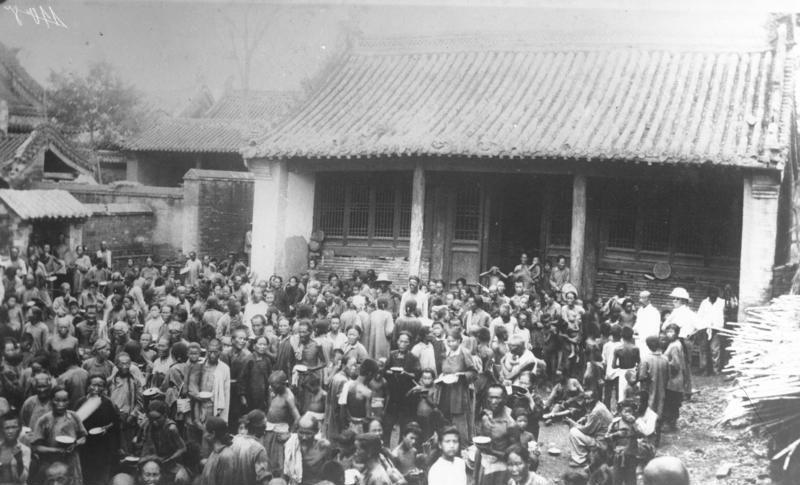
Août 1931, Inondation catastrophique au courant de Yangtseu-Kiang chinois. Plus de 100000 personnes trouvèrent la mort et des millions furent menacés après la destruction de récoltes de riz de mort par inanition. L'inondation a complètement détruit les champs de riz sur un espace de plusieurs centaines de kilomètres et ainsi a enlevé aux Chinois les produits alimentaires principaux. Les familles chinoises souffrant de la faim sont nourries par les cuisines de la Croix-Rouge Internationale dans un état d'urgence.

Des famines en Chine se sont produites en grand nombre tout au long de l’histoire de la Chine, sous les différentes dynasties impériales et après la disparition de la dernière dynastie impériale en 1911. Ces famines entraînèrent un nombre important de morts.
Ainsi, entre 108 av. J-C et 1911, il n’y eut pas moins de 1 828 famines majeures en Chine, soit près d’une par an, dans l’une ou l’autre de ses provinces ; cependant, ces famines furent de sévérité très variable,.
Après 1911, des famines survinrent en 1928-1929, 1936, 1942-1943, 1946, et 1958-1961 entraînant plusieurs dizaines de millions de morts en Chine.

## IXesiècle
Entre 875 et 884, une  rébellion paysanne en Chine fut suscitée par la famine ; Huang Chao prit la capitale.

## XIVesiècle
Entre 1333 et 1337, une famine survint en Chine.

## XVIIesiècle
Dans cette première moitié du XVIIe siècle, les famines sont devenues fréquentes dans le nord de la Chine en raison du temps inhabituellement sec et froid qui a raccourci la période de croissance de la végétation ; ce sont des effets d'un plus grand événement écologique maintenant dénommé le petit âge glaciaire. La famine, en plus des augmentations d'impôt, des désertions militaires répandues, un système d’aide déclinant, et des désastres naturels comme les inondations et l'incapacité du gouvernement à gérer convenablement les projets d'irrigation et prévention des inondations ont causé des pertes importantes en vies humaines. Le gouvernement central demeura sans ressources et ne put faire que très peu pour adoucir les effets de ces calamités. Aggravant encore la situation, la large diffusion d’une épidémie à travers la Chine du Zhejiang au Henan tua un grand nombre de personnes.

## XIXesiècle
Quatre famines se produisirent en Chine en 1810, 1811, 1846, et 1849 entraînant la perte de 45 millions de vies humaines.

### Famines liées à la révolte des Taiping

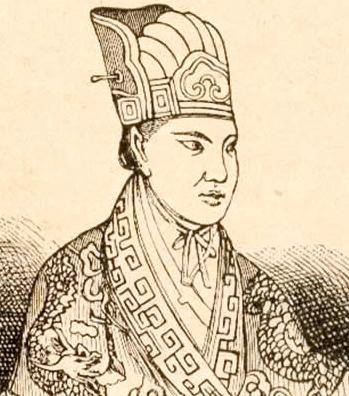
Portrait de Hong Xiuquan, env. 1860

Lors de la révolte des Taiping, il se produisit une terrible famine dans le Sichuan de 1839 à 1841, et une famine dans le Hunan en 1851.
Dans les années 1840 et au début des années 1850, le Guangxi fut secoué par des famines, des émeutes, de la contrebande.
Lors de la révolte des Taiping, l’armé impériale assiégea la ville de Nankin où se trouvaient les insurgés et Hong Xiuquan, le fondateur du mouvement, provoquant une famine et la mort de Hong Xiuquan en 1864.
Entre 1850 et 1873 à la suite de la révolte des Taiping, du fait de la sécheresse et de la famine, la population de la Chine des Qing diminua de plus de 60 millions de personnes.

### Famine de 1876 à 1879
Entre 1876 et 1879, une famine liée au phénomène climatique El Niño survint dans le nord de la Chine, entraînant la mort de 13 millions de personnes (et environ 50 millions à travers le monde).

### Famine de 1896 à 1897
Entre 1896 et 1897, une famine liée à El Niño dans le nord de la Chine fut un des éléments ayant mené à la révolte des Boxers

## XXesiècle

### Famines de 1907 et 1911
En 1907 et 1911 des famines dans les régions est du centre de la Chine entraînèrent la mort de 24 millions de personnes.

### Famine de 1928-1929 dans le nord de la Chine
Entre 1928 et 1929, une famine survint dans le nord de la Chine liée à une sécheresse qui a eu pour résultat 3 millions de morts.

### Famine des années 1930 dans le Gansu
Au début des années 1930, il y eut une famine dans le Gansu.

### Famines entre 1933 et 1934 (guerre civile chinoise)

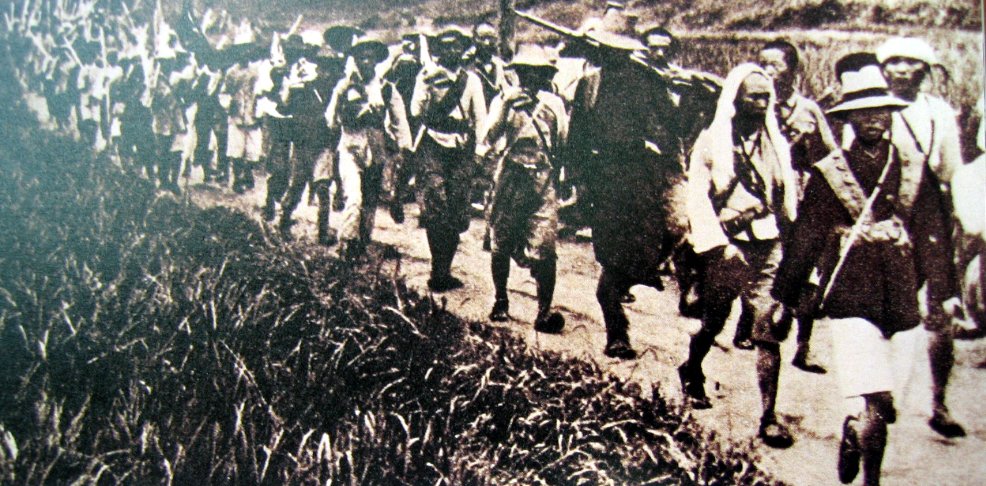
Soldats de l'Armée rouge chinoise.

La  5e campagne de la guerre civile chinoise menée par Tchang Kaï-chek et l'Armée nationale révolutionnaire du Kuomintang (KMT), demandera un an et 1 million de soldats entre septembre 1933 et octobre 1934. Jusqu'alors, bien que supérieure en effectifs et en équipement, les combats l'ont toujours amenée loin de ses bases, en territoire hostile, sans réussir à mener de bataille décisive, jusqu'à ce que la contre-offensive lui occasionne de lourdes pertes. La stratégie adoptée pour cette campagne fut d'entourer les territoires communistes de blockhaus (création de points de défense le long du territoire conquis). Chaque village devait construire des blockhaus qui se resserraient. Les régions encerclées subirent des bombardements et  famines. Dans un même temps, l'Armée rouge prenant de l'assurance cherchait à abandonner la guerre de partisans pour s'engager dans une stratégie plus classique de défense du territoire. À partir de septembre 1933, le Soviet du Jiangxi, principal territoire de la République soviétique chinoise, est encerclé. Pour éviter d'être anéantie, l'Armée rouge chinoise décide l'année suivante d'effectuer une retraite stratégique, c’est le début de la longue marche.

### Famine entre 1934 et 1935 liée à la Longue Marche

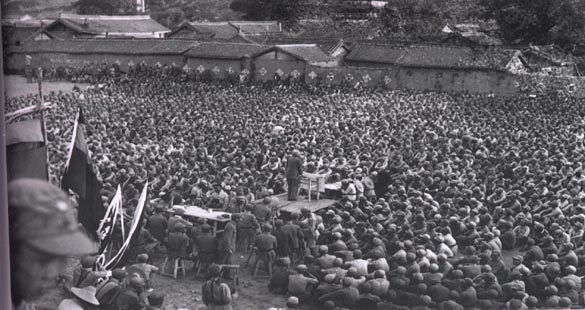
Un dirigeant communiste parle aux survivants de la longue marche.

La longue marche débute en octobre 1934, quand les troupes de Mao Zedong et de Zhu De, environ 130 000 hommes, effectuent une percée dans les lignes du KMT. En octobre 1935, ils atteignent la région du Shaanxi et leurs zones communistes comme Wuqi, Bao'an et Yan'an. En définitive, après une marche d'environ 12 000 kilomètres, la traversée de onze provinces, ils ne seront que 20 000 à 30 000 à arriver en vie, en partie décimés par la famine.

### Famine de 1936
En 1936, une famine survint en Chine, entraînant la mort d’un nombre de personnes estimé à 5 millions,

### Famines dans les années 1940
Il y avait une famine très étendue dans les années 1940. Un Américain secouriste, George Adams, déclara à Stuart Gelder à propos de la province de Kwangtung : « Des millions de personnes meurent de faim. Je les ai vus. Ils mangent de la terre et l'écorce des arbres... Ils deviennent fous. Ils tuent des enfants et les mangent ... ils échangent des enfants contre ceux d'autres personnes pour ne pas avoir à tuer les leurs. » Gelder a vécu à Chungking. Peu après son arrivée, sortant avec un ami, il fut choqué de voir une petite fille d'environ 6 mois, étendue morte, gelée dans les ordures dans le caniveau. Son ami lui expliqua que dans les grandes villes chinoises comme Shanghai, chaque année 20 000 à 30 000 bébés étaient abandonnés par leurs parents dans l'incapacité de les nourrir. Certains de ces bébés, suffisamment « chanceux », n'étaient gardés par leurs parents que pour être vendus plus tard comme esclaves.

#### Famine de 1942-1943 dans le Henan
Entre 1942 et 1943, dans le Henan, une famine tua près de trois millions de personnes en Chine. Theodore H. White, un journaliste, historien et romancier américain qui fut témoin de cette famine en fit une description.

#### Famine de 1946
George Silk, un photographe de guerre américain travaillant pour Life magazine photographia en 1946 un jeune enfant en train de mourir de la famine, consécutive à la guerre sino-japonaise. Un article de Life publié le 13 mai 1946 mentionne que des millions de personnes étaient affamées.

### Grande famine chinoise (1959-1961)
La grande famine de Chine faisant suite au Grand Bond en avant, un plan économique conçu par Mao Zedong, fut une période de l'histoire de la République populaire de Chine de 1958 à 1961 caractérisée par une famine très étendue. Selon les statistiques gouvernementales, elle aurait fait 15 millions de morts. Les estimations officieuses sont variables, mais sont souvent  plus élevées. Le journaliste chinois Yang Jisheng, après 13 ans d'études, estime le nombre de victimes à 36 millions et décrit des cas de cannibalisme généralisés dans l'ensemble du pays.

### Famine liée à la révolution culturelle
Selon Jasper Becker, la révolution culturelle (1966-1976) aurait eu pour but de restaurer l'image du président Mao Zedong en purgeant ceux qui avait mis fin à la famine liée au grand bond en avant.
Selon Zheng Yi, qui décrit d'horribles scènes de cannibalisme, au moins 10 000 personnes furent tuées et mangées en Chine durant cette période. D'autres sources évoquent 100 000 cas dans le Guangxi.